# Нуров, Георгий Валерьевич
Гео́ргий Вале́рьевич Ну́ров (8 июня 1992, Москва) — российский футболист, нападающий.

## Карьера

### Клубная
Футболом начал заниматься в школе московского «Динамо». В одной из первых игр тренеры определили его на позицию вратаря, но несмотря на это, Георгий регулярно подключался к атаке, и в итоге забил восемь мячей в игре, а его команда выиграла со счётом 9:1. После такого результата его взяли в команду нападающим. Первыми тренерами были Валерий Стаферов и Сергей Силкин. В 2004 году Геннадий Колосов, тренировавший команду «Локомотива» 1992-го рождения, пригласил Георгия к себе. Отыграв там несколько лет, в 15 лет был приглашён в дублирующую команду, за которую начал регулярно выступать с 2009 года. Первый матч в молодёжном первенстве провёл 19 марта 2009 года с подмосковными «Химками», в котором он вышел во втором тайме вместо Алана Гатагова. Впервые отличиться ему удалось лишь в 13-м туре первенства, когда забитый им мяч принёс победу его клубу над сверстниками из «Томи».
В начале ноября 2011 года Нуров впервые попал в заявку основной команды на выездной матч группового этапа Лиги Европы против греческого АЕКа. В этой игре Георгий дебютировал за «Локомотив», выйдя на замену за 10 минут до окончания матча вместо Владислава Игнатьева. Спустя три дня состоялся его дебют и во внутреннем первенстве. На 90-й минуте матча с московским ЦСКА он заменил на поле Дмитрия Сычёва. В декабре 2011 года у Георгия закончился срок контракта с «Локомотивом», продлевать который он не стал и покинул команду.
18 февраля 2012 года стал игроком казанского «Рубина», подписав контракт, рассчитанный на три года.
В июле 2014 года перешёл в «Урал», подписав с клубом контракт на 2 года.
В феврале 2015 на правах аренды перешёл в калининградскую «Балтику» до конца сезона.
В июле 2015 был арендован «Томью» до конца сезона. Дебютировал в составе томского клуба 11 июля 2015 года в матче со «Спартаком-2», заменив Анзора Санаю. Первый гол за томский клуб забил 4 октября 2015 года в ворота СКА-Энергии. 21 сентября 2018 перешел в ФК «Урожай».

### В сборной
Выступал за сборные Москвы в различных соревнованиях. В 2007 году стал победителем Первенства России среди регионов, сравняв счет в финале и реализовав последний послематчевый пенальти, за что был удостоен звания кандидата в мастера спорта. Привлекался в юношескую сборную России с момента её основания и за время существования этой сборной, забил наибольшее количество мячей в товарищеских и официальных матчах. В Новогоднем турнире кубка Nike 2007—2008 года в американском Брадентоне установил рекорд результативности в одном матче, оформив покер в игре со сборной Турции. В 2010 году стал привлекаться к играм юношеской сборной России, за которую дебютировал 11 августа в товарищеской игре с австрийцами. Незадолго до перерыва Георгий открыл счёт, однако россияне не смогли удержать победный счёт, пропустив во втором тайме ответный гол. В середине октября того же года Нуров оформил за сборную дубль, принеся тем самым своей команде волевую победу над Украиной.
В составе студенческой сборной России участвовал во Всемирной Универсиаде 2011 года в Шэньчжэне, где россияне стали четвёртыми.

## Достижения
- Чемпион России среди юношей не старше 16 лет: 2007
- Чемпион России среди молодёжных команд: 2011

## Личная жизнь
В детстве занимался карате, участвовал в различных соревнованиях, занимал призовые места.